# 蘇原旭町
蘇原旭町（そはらあさひまち）は、岐阜県各務原市の地名。現行行政町名は蘇原旭町一丁目から蘇原旭町四丁目。

## 地理
各務原市の蘇原地区に属する。
町域の東部は蘇原菊園町、西部は蘇原柿沢町、蘇原早苗町、南部は蘇原月丘町、北部は蘇原新栄町に接する。
かつての稲葉郡蘇原町三柿野の一部であり、地名は蘇原町三柿野の頃からの通称に因む
町域の南にはJR高山本線が通過する。
道路
- いちょう通り
- 早苗通り

## 歴史
1874年（明治7年）9月、各務郡柿沢村、三滝新田、野村が合併し三柿野村が発足。1897年（明治30年）4月、伊飛島村、和合村、大宮村、古市場村、持田村と合併し蘇原村（1943年に町制施行し蘇原町）が発足。この地域は蘇原村大字三柿野の一部となる。
川崎航空機工業岐阜工場が戦時体制による従業員の増加に伴い、1943年（昭和18年）頃、この地に約500戸の社宅（旭住宅）を建設。1943年（昭和18年）に町制施行により蘇原町が発足すると、市街地となった大字三柿野に通称地名が設定され、この地域は旭町の通称名で呼ばれるようになる。
1963年（昭和38年）4月1日、蘇原町は那加町、鵜沼町、稲羽町と合併し各務原市が発足すると、大字三柿野から分立し蘇原旭町が成立。

## 世帯数と人口
2024年（令和6年）10月1日現在の世帯数と人口は以下の通りである
| 丁目           | 世帯数  | 人口  |
| -------------- | ------- | ----- |
| 蘇原旭町一丁目 | 74世帯  | 148人 |
| 蘇原旭町二丁目 | 88世帯  | 212人 |
| 蘇原旭町三丁目 | 134世帯 | 239人 |
| 蘇原旭町四丁目 | 128世帯 | 295人 |
| 計             | 424世帯 | 894人 |

## 小・中学校の学区
市立小・中学校に通う場合、学区は以下の通りとなる。
| 番・番地等 | 小学校                   | 中学校               |
| ---------- | ------------------------ | -------------------- |
| 全域       | 各務原市立蘇原第二小学校 | 各務原市立蘇原中学校 |

## 主な施設
- 旭ケ丘住宅 - 各務原市営住宅

## 交通
最寄りバス停は各務原市ふれあいバス蘇原線「菊園町」または「柿沢町」。最寄り駅は名古屋鉄道各務原線六軒駅またはJR高山本線蘇原駅。